# 戴安娜·沃伦

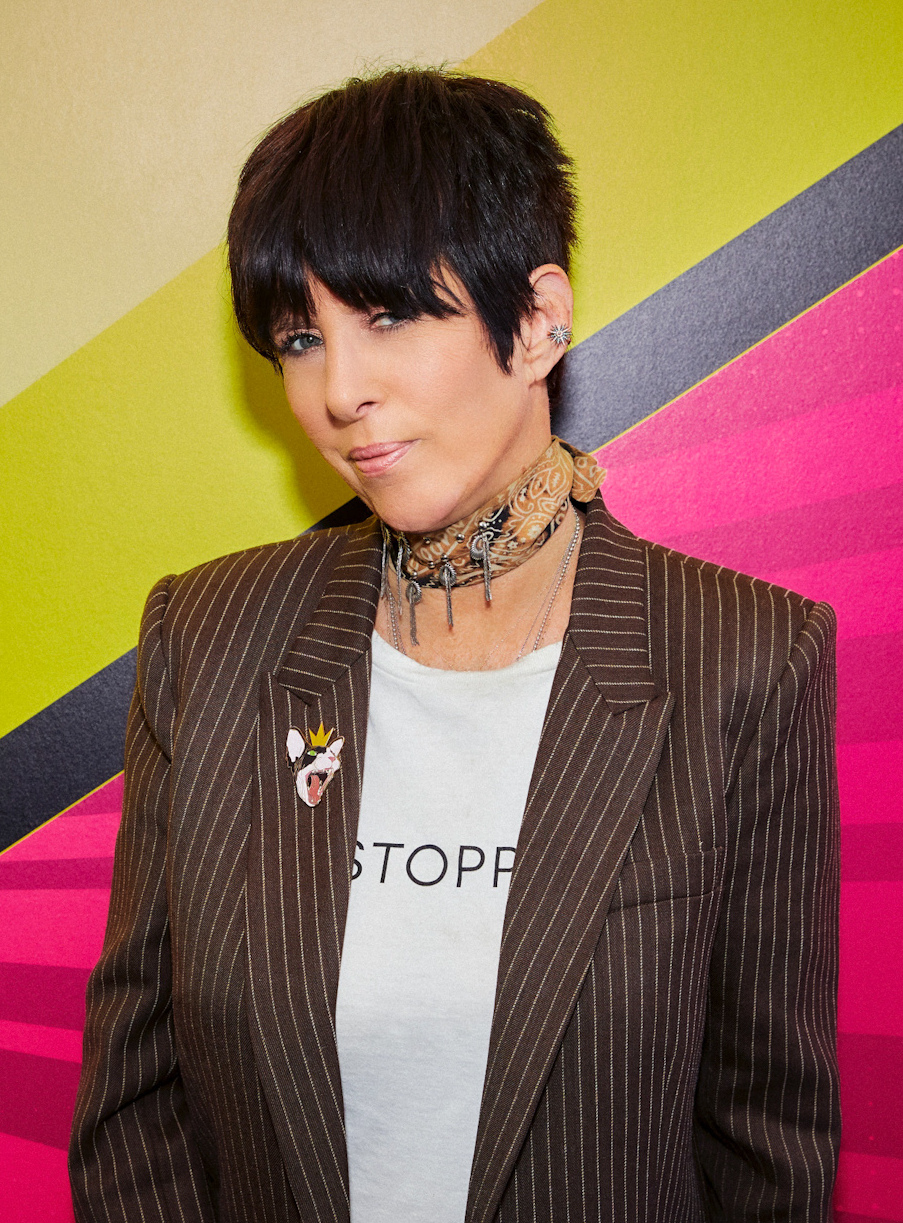
戴安娜·沃伦

戴安娜·伊芙·沃伦（Diane Eve Warren，1956年9月7日—）  是一位美国词曲作家。
她生于洛杉矶的范奈兹。她从11岁开始创作音乐。 她母亲曾让她不要寫歌 ，而是去當一名秘书。然而她的父亲仍然相信她并鼓励她繼續寫歌。 20世纪80年代末，她加入了唱片公司EMI。她曾获得奥斯卡荣誉奖、葛萊美獎、艾美奖、两项金球獎，并于1997年至 1999年连续三次获得公告牌音乐奖。
沃伦創作的9首歌曲登頂告示牌百大單曲榜 ，還有33首歌曲殺入前10名。她已入選歌曲作者名人堂，并在好萊塢星光大道上留下了一颗星。她又于2008年獲得艾弗·诺韦洛奖。沃伦曾16次获得奥斯卡金像奖提名但未能获奖，因而与音响师格雷格·拉塞尔并列奥斯卡提名次数最多但未能获奖的人物。 